# Маркантун де Доминис
Маркантун де Доминис (итал. Marco Antonio de Dominis), познат на српском као Марко Антун Домнианић или Господнетић, и као Марко Антун  или Марко Антоније де Доминис (Раб, 1560 — Рим, 8. септембар 1624) био је италијански језуит, математичар, физичар и филозоф. 

## Живот и рад
Школовао се у Рабу, Лорету и Падови. Предавао је реторику, логику и филозофију у Брешији. У Верони је предавао у хуманистичкој школи.
Обављао је функцију сењског бискупа од 1600. до 1602, и сплитског надбискупа и примаса Далмације и цијеле Хрватске од 1602. до 1616.
У Венецији је присталица пртивника римске курије и на расправама брани световну власт. Борави поново у Сплиту где га инквизиција тражи због реформаторских ставова, те бежи у Енглеску. У Лондону га научни и књижевни кругови примају са одушењем.На двору кентерберијског надбискупа је написао своје знаменито дело Црквена држава, 1617. године (De republica ecclestiasttica).
Године 1621. на папску столицу седа Гргур XV и он се враћа у Италију. Враћа се цркви и сигуран је све до смрти Гргура XV, када га наслеђује Урбан VII. Инквизиција га тада затвара и у затвору умире, а његови списи и мртво тело бивају јавно спаљени на тргу Campo del fiore у Риму.